# Angelo Spataro
Angelo Spataro (4 februari 1959) is een Italiaans-Belgisch voormalig karateka.

## Levensloop
Spataro groeide op in een Siciliaans migrantengezin in België als jongste van vijf kinderen.
Hij behaalde in 1983 brons in de gewichtsklasse -75kg van het kumite op de Europese kampioenschappen te Madrid. In 1978 versloeg hij Jean-Claude Van Damme in de Challenge de l'Espoirs.
Na zijn vertrek uit België verbleef hij een tijd op Corsica om zich vervolgens te settelen in Monaco, alwaar hij tegenwoordig technisch directeur van Taekwondo Monégasque is.